# Happily
Happily è un film del 2021 diretto da BenDavid Grabinski, al suo debutto alla regia.

## Produzione

### Cast
Nel febbraio 2019, è stato annunciato che Joel McHale, Kerry Bishé, Stephen Root, Natalie Zea, Paul Scheer, Natalie Morales, Jon Daly, Kirby Howell-Baptiste, Charlyne Yi, Breckin Meyer, Shannon Woodward, Brea Grant e Al Madrigal si erano uniti al cast del film, con BenDavid Grabinski alla regia con una sceneggiatura scritta da lui stesso.

### Riprese
Le riprese principali sono iniziate nel febbraio 2019.

## Promozione
Il trailer è stato distribuito il 9 febbraio 2021.

## Distribuzione
Il film doveva essere presentato in anteprima mondiale il 18 aprile 2020 al Tribeca Film Festival, che però è stato rinviato a causa della pandemia di COVID-19.  Nel novembre 2020, la Saban Films ha acquisito i diritti di distribuzione del film, che è uscito nelle sale cinematografiche statunitensi il 19 marzo 2021.

## Accoglienza

### Critica
Sull'aggregatore di recensioni Rotten Tomatoes il film ha ottenuto un punteggio medio di 7,3 su 10, sulla base di 40 recensioni; mentre su Metacritic di 58 su 100, su 12 recensioni.